# Electric Connection
Electric Connection — один из четырёх альбомов французского скрипача Жана-Люка Понти, выпущенный в США в 1969 году на виниле лейблом World Pacific Jazz. В 1993 году он был переиздан на CD лейблом One Way Records.

## Список композиций

### Сторона 1
1. «Summit Soul» (Жан-Люк Понти) — 4:55
2. «Hypomode del Sol» (Жан-Люк Понти) — 6:27
3. «Scarborough Fair/Canticle» (Арт Гарфанкел, Пол Саймон) — 3:02
4. «The Name of the Game» (Дэйв Грузин) — 5:27

### Сторона 2
1. «The Loner» (Ронни Метьюс[англ.], Седар Уолтон[англ.]) — 4:29
2. «Waltz for Clara» (Жан-Люк Понти) — 5:09
3. «Forget» (Дон Себески) — 4:25
4. «Eighty-One» (Рон Картер) — 6:35

## Участники записи
Музыканты
- Жан-Люк Понти — скрипка
- Бад Шэнк[англ.] — альт-саксофон
- Ричард Аплан — баритон-саксофон
- Боб Уэст — бас
- Пол Хамфри[англ.] — ударные
- Тони Ортега — флейта
- Уилберт Лонгмайр — гитара
- Джордж Дюк — фортепиано
- Фрэнк Стронг, Турман Грин[англ.] — тромбон
- Майк Уимбли — бас-тромбон
- Уильям Питерсен, Тони Раш, Larry Ларри МакГир, Пол Хубинон — труба

Прочий персонал
- Джеральд Уилсон — аранжировки, дирижёр
- Лэнки Линатрот — звукорежиссёр
- Ричард Бок — продюсер